# Bel Canto (pel·lícula)
Bel Canto és una pel·lícula dramàtica estatunidenca del 2018 dirigida per Paul Weitz, a partir d'un guió del mateix Weitz i d'Anthony Weintraub. Està basat en la novel·la homònima del 2001 d'Ann Patchett. És protagonitzada per Julianne Moore, Ken Watanabe, Sebastian Koch i Christopher Lambert. S'ha doblat al català mantenint els diàlegs en castellà i japonès.
Es va estrenar el 14 de setembre de 2018 amb la distribució de Screen Media Films.